# Governo Katrín Jakobsdóttir
O Governo Katrín Jakobsdóttir (em islandês: Ráðuneyti Katrínar Jakobsdóttur) é um governo de maioria da Islândia, liderado pela primeira-ministra Katrín Jakobsdóttir, da Esquerda Verde. É constituído pelo Partido da Independência, pela Esquerda Verde, e pelo Partido do Progresso.
Formado a partir dos resultados das eleições legislativas de 2017, conta com 35 dos 63 lugares do Parlamento da Islândia.
Dos 11 ministros que compõem o novo executivo islandês, 5 são do Partido da Independência, 3 da Esquerda Verde e 3 do Partido do Progresso.
| Governo                     | Primeira-ministra   | Partidos                                                     | Ideologia                                                                                  |
| --------------------------- | ------------------- | ------------------------------------------------------------ | ------------------------------------------------------------------------------------------ |
| Governo Katrín Jakobsdóttir | Katrín Jakobsdóttir | Esquerda Verde Partido da Independência Partido do Progresso | Ecologista - Socialista - Eurocético Liberal conservador - Eurocético Liberal - Eurocético |